# Lateinische Konjugation
Die lateinische Konjugation umfasst die Formenbildung der Verben der lateinischen Sprache.

## Kategorien
Die lateinische Sprache unterscheidet Verbformen nach folgenden Kategorien:
- Zwei Genera verbi: Aktiv und Passiv; eine größere Gruppe von Verben, Deponentien genannt, bilden keine aktiven Formen (bzw. nur als Nebenformen ohne Diathesenunterschied).
- Sechs Tempora, gegliedert in zwei weitgehend getrennte Systeme: Präsens, Futurum, Imperfekt; Perfekt, Plusquamperfekt, Futurum exactum.
- Drei Modi: Indikativ, Konjunktiv (keine Futurformen), Imperativ (nur Präsens- und Futurformen).
- Zwei Numeri: Singular und Plural.
- Drei Personen: 1. oder sprechende Person, 2. oder angesprochene Person, 3. oder besprochene Person.

Genus verbi, Numerus und Person werden durch die Personalendungen ausgedrückt, Tempora und Modi durch Suffixe oder andere Stammveränderungen.

## Präsenssystem
Zum Präsenssystem gehören neben den Präsensformen des Indikativs, Konjunktivs und Imperativs das Futurum (Indikativ und Imperativ) sowie das Imperfekt (Indikativ und Konjunktiv). Die Aktivendung der 1. Person des Singulars im Indikativ des Präsens und Futurs ist ursprünglich langes, seit dem späten 1. Jahrhundert v. Chr. zunehmend gekürztes -o (außer sum ‹ich bin›, inquam ‹sage ich›), im Indikativ des Imperfekts und in allen Konjunktiven -m; die entsprechenden Passivendungen sind -or (um 200 v. Chr. gekürzt aus -ōr) und -r. Die Aktivendung der 2. Person des Singulars ist einheitlich -s (außer beim endungslosen Imperativ), die Passivendung -ris (im Imperativ und bis ins 2. Jh. v. Chr. allgemein -re). Die Aktivendung der 3. Person des Singulars ist -t (außerhalb des Ind. Präs. bis ins 3. Jh. v. Chr. -d), Passivendung -tur. 1. Person des Plurals aktiv hat einheitlich -mus (< frühlat. -mos) und passiv -mur, 2. Person des Plurals aktiv -tis (< frühlat. -tes), Imperativ -te, passiv einheitlich -minī. 3. Person des Plurals aktiv -nt, passiv -ntur. Vor -m, -t werden allfällige Langvokale um 200 v. Chr. gekürzt, vor -ō, -nt, -ntur schon deutlich früher.

### Reguläre Verben
Die Präsens-Formen der a-Stämme an den Beispielverben laudo ‹loben›, ōrno ‹ausstatten, schmücken› und laetor ‹sich freuen›:
| Präsens      | Indikativ | Konjunktiv | Imperativ | Indikativ | Konjunktiv | Imperativ | Indikativ | Konjunktiv | Imperativ |
| ------------ | --------- | ---------- | --------- | --------- | ---------- | --------- | --------- | ---------- | --------- |
| 1. sg. act.  | laudō     | laudem     | —         | ōrnō      | ōrnem      | —         | —         | —          | —         |
| 2. sg. act.  | laudās    | laudēs     | laudā     | ōrnās     | ōrnēs      | ōrna      | —         | —          | —         |
| 3. sg. act.  | laudat    | laudet     | —         | ōrnat     | ōrnet      | —         | —         | —          | —         |
| 1. pl. act.  | laudāmus  | laudēmus   | —         | ōrnāmus   | ōrnēmus    | —         | —         | —          | —         |
| 2. pl. act.  | laudātis  | laudētis   | laudāte   | ōrnātis   | ōrnētis    | ōrnāte    | —         | —          | —         |
| 3. pl. act.  | laudant   | laudent    | —         | ōrnant    | ōrnent     | —         | —         | —          | —         |
| 1. sg. pass. | laudor    | lauder     | —         | ōrnor     | ōrner      | —         | laetor    | laeter     | —         |
| 2. sg. pass. | laudāris  | laudēris   | laudāre   | ōrnāris   | ōrnēris    | ōrnāre    | laetāris  | laetēris   | laetāre   |
| 3. sg. pass. | laudātur  | laudētur   | —         | ōrnātur   | ōrnētur    | —         | laetātur  | laetētur   | —         |
| 1. pl. pass. | laudāmur  | laudēmur   | —         | ōrnāmur   | ōrnēmur    | —         | laetāmur  | laetēmur   | —         |
| 2. pl. pass. | laudāminī | laudēminī  | laudāminī | ōrnāminī  | ōrnēminī   | ōrnāminī  | laetāminī | laetēminī  | laetāminī |
| 3. pl. pass. | laudantur | laudentur  | —         | ōrnantur  | ōrnentur   | —         | laetantur | laetentur  | —         |

Die Präsens-Formen der e-Stämme an den Beispielverben video ‹sehen›, fleo ‹weinen, beweinen› und vereor ‹fürchten›:
| Präsens      | Indikativ | Konjunktiv | Imperativ | Indikativ | Konjunktiv | Imperativ | Indikativ | Konjunktiv | Imperativ |
| ------------ | --------- | ---------- | --------- | --------- | ---------- | --------- | --------- | ---------- | --------- |
| 1. sg. act.  | videō     | videam     | —         | fleō      | fleam      | —         | —         | —          | —         |
| 2. sg. act.  | vidēs     | videās     | vide      | flēs      | fleās      | flē       | —         | —          | —         |
| 3. sg. act.  | videt     | videat     | —         | flet      | fleat      | —         | —         | —          | —         |
| 1. pl. act.  | vidēmus   | videāmus   | —         | flēmus    | fleāmus    | —         | —         | —          | —         |
| 2. pl. act.  | vidētis   | videātis   | vidēte    | flētis    | fleātis    | flēte     | —         | —          | —         |
| 3. pl. act.  | vident    | videant    | —         | flent     | fleant     | —         | —         | —          | —         |
| 1. sg. pass. | videor    | videar     | —         | fleor     | flear      | —         | vereor    | verear     | —         |
| 2. sg. pass. | vidēris   | videāris   | vidēre    | flēris    | fleāris    | flēre     | verēris   | vereāris   | verēre    |
| 3. sg. pass. | vidētur   | videātur   | —         | flētur    | fleātur    | —         | verētur   | vereātur   | —         |
| 1. pl. pass. | vidēmur   | videāmur   | —         | flēmur    | fleāmur    | —         | verēmur   | vereāmur   | —         |
| 2. pl. pass. | vidēminī  | videāminī  | vidēminī  | flēminī   | fleāminī   | flēminī   | verēminī  | vereāminī  | verēminī  |
| 3. pl. pass. | videntur  | videantur  | —         | flentur   | fleantur   | —         | verentur  | vereantur  | —         |

Die Präsens-Formen der konsonantischen Stämme an den Beispielverben dico ‹sagen, nennen›, trado ‹übergeben› und utor ‹gebrauchen›:
| Präsens      | Indikativ | Konjunktiv | Imperativ | Indikativ | Konjunktiv | Imperativ | Indikativ | Konjunktiv | Imperativ |
| ------------ | --------- | ---------- | --------- | --------- | ---------- | --------- | --------- | ---------- | --------- |
| 1. sg. act.  | dīcō      | dīcam      | —         | trādō     | trādam     | —         | —         | —          | —         |
| 2. sg. act.  | dīcis     | dīcās      | dīc       | trādis    | trādās     | trāde     | —         | —          | —         |
| 3. sg. act.  | dīcit     | dīcat      | —         | trādit    | trādat     | —         | —         | —          | —         |
| 1. pl. act.  | dīcimus   | dīcāmus    | —         | trādimus  | trādāmus   | —         | —         | —          | —         |
| 2. pl. act.  | dīcitis   | dīcātis    | dīcite    | trāditis  | trādātis   | trādite   | —         | —          | —         |
| 3. pl. act.  | dīcunt    | dīcant     | —         | trādunt   | trādant    | —         | —         | —          | —         |
| 1. sg. pass. | dīcor     | dīcar      | —         | trādor    | trādar     | —         | ūtor      | ūtar       | —         |
| 2. sg. pass. | dīceris   | dīcāris    | dīcere    | trāderis  | trādāris   | trādere   | ūteris    | ūtāris     | ūtere     |
| 3. sg. pass. | dīcitur   | dīcātur    | —         | trāditur  | trādātur   | —         | ūtitur    | ūtātur     | —         |
| 1. pl. pass. | dīcimur   | dīcāmur    | —         | trādimur  | trādāmur   | —         | ūtimur    | ūtāmur     | —         |
| 2. pl. pass. | dīciminī  | dīcāminī   | dīciminī  | trādiminī | trādāminī  | trādiminī | ūtiminī   | ūtāminī    | ūtiminī   |
| 3. pl. pass. | dīcuntur  | dīcantur   | —         | trāduntur | trādantur  | —         | ūtuntur   | ūtantur    | —         |

Die Präsens-Formen der ĭ-Stämme an den Beispielverben jacio ‹werfen›, concutio ‹erschüttern› und gradior ‹schreiten›:
| Präsens      | Indikativ | Konjunktiv | Imperativ | Indikativ    | Konjunktiv   | Imperativ   | Indikativ  | Konjunktiv | Imperativ |
| ------------ | --------- | ---------- | --------- | ------------ | ------------ | ----------- | ---------- | ---------- | --------- |
| 1. sg. act.  | iaciō     | iaciam     | —         | concutiō     | concutiam    | —           | —          | —          | —         |
| 2. sg. act.  | iacis     | iaciās     | jace      | concutis     | concutiās    | concute     | —          | —          | —         |
| 3. sg. act.  | iacit     | iaciat     | —         | concutit     | concutiat    | —           | —          | —          | —         |
| 1. pl. act.  | iacimus   | iaciāmus   | —         | concutimus   | concutiāmus  | —           | —          | —          | —         |
| 2. pl. act.  | iacitis   | iaciātis   | iacite    | concutitis   | concutiātis  | concutite   | —          | —          | —         |
| 3. pl. act.  | iaciunt   | iaciant    | —         | concutiunt   | concutiant   | —           | —          | —          | —         |
| 1. sg. pass. | iacior    | iaciar     | —         | concutior    | concutiar    | —           | gradior    | gradiar    | —         |
| 2. sg. pass. | iaceris   | iaciāris   | iacere    | concuteris   | concutāris   | concutere   | graderis   | gradiāris  | gradere   |
| 3. sg. pass. | iacitur   | iaciātur   | —         | concutitur   | concutātur   | —           | graditur   | gradiātur  | —         |
| 1. pl. pass. | iacimur   | iaciāmur   | —         | concutimur   | concutiāmur  | —           | gradimur   | gradiāmur  | —         |
| 2. pl. pass. | iaciminī  | iaciāminī  | iaciminī  | concutiminī  | concutāminī  | concutiminī | gradiminī  | gradiāminī | gradiminī |
| 3. pl. pass. | iaciuntur | iaciantur  | —         | concutiuntur | concutiantur | —           | gradiuntur | gradiantur | —         |

Die Präsens-Formen der ī-Stämme an den Beispielverben invenire ‹finden›, audio ‹hören› und potior ‹erlangen›:
| Präsens      | Indikativ   | Konjunktiv  | Imperativ  | Indikativ | Konjunktiv | Imperativ | Indikativ | Konjunktiv | Imperativ |
| ------------ | ----------- | ----------- | ---------- | --------- | ---------- | --------- | --------- | ---------- | --------- |
| 1. sg. act.  | inveniō     | inveniam    | —          | audiō     | audiam     | —         | —         | —          | —         |
| 2. sg. act.  | invenīs     | inveniās    | inveni     | audīs     | audiās     | audī      | —         | —          | —         |
| 3. sg. act.  | invenit     | inveniat    | —          | audit     | audiat     | —         | —         | —          | —         |
| 1. pl. act.  | invenīmus   | inveniāmus  | —          | audīmus   | audiāmus   | —         | —         | —          | —         |
| 2. pl. act.  | invenītis   | inveniātis  | invenīte   | audītis   | audiātis   | audīte    | —         | —          | —         |
| 3. pl. act.  | inveniunt   | inveniant   | —          | audiunt   | audiant    | —         | —         | —          | —         |
| 1. sg. pass. | invenior    | inveniar    | —          | audior    | audiar     | —         | potior    | potiar     | —         |
| 2. sg. pass. | invenīris   | inveniāris  | invenīre   | audīris   | audiāris   | audīre    | potīris   | potiāris   | potīre    |
| 3. sg. pass. | invenītur   | inveniātur  | —          | audītur   | audiātur   | —         | potītur   | potiātur   | —         |
| 1. pl. pass. | invenīmur   | inveniāmur  | —          | audīmur   | audiāmur   | —         | potīmur   | potiāmur   | —         |
| 2. pl. pass. | invenīminī  | inveniāminī | invenīminī | audīminī  | audiāminī  | audīminī  | potīminī  | potiāminī  | potīminī  |
| 3. pl. pass. | inveniuntur | inveniantur | —          | audiuntur | audiantur  | —         | potiuntur | potiantur  | —         |

Die Formen des Futurs aller fünf regelmäßigen Konjugationen sowie von sum ‹sein›:
| Futur        | a-Stämme    | e-Stämme   | Kons.-Stämme | ĭ-Stämme  | ī-Stämme    | sum    |
| ------------ | ----------- | ---------- | ------------ | --------- | ----------- | ------ |
| 1. sg. act.  | laudābō     | vidēbō     | dīcam        | iaciam    | inveniam    | erō    |
| 2. sg. act.  | laudābis    | vidēbis    | dīcēs        | iaciēs    | inveniēs    | eris   |
| 3. sg. act.  | laudābit    | vidēbit    | dīcet        | iaciet    | inveniet    | erit   |
| 1. pl. act.  | laudābimus  | vidēbimus  | dīcēmus      | iaciēmus  | inveniēmus  | erimus |
| 2. pl. act.  | laudābitis  | vidēbitis  | dīcētis      | iaciētis  | inveniētis  | eritis |
| 3. pl. act.  | laudābunt   | vidēbunt   | dīcent       | iacient   | invenient   | erunt  |
| 1. sg. pass. | laudābor    | vidēbor    | dīcar        | iaciar    | inveniar    | —      |
| 2. sg. pass. | laudāberis  | vidēberis  | dīcēris      | iaciēris  | inveniēris  | —      |
| 3. sg. pass. | laudābitur  | vidēbitur  | dīcētur      | iaciētur  | inveniētur  | —      |
| 1. pl. pass. | laudābimur  | vidēbimur  | dīcēmur      | iaciēmur  | inveniēmur  | —      |
| 2. pl. pass. | laudābiminī | vidēbiminī | dīcēminī     | iaciēminī | inveniēminī | —      |
| 3. pl. pass. | laudābuntur | vidēbuntur | dīcentur     | iacientur | invenientur | —      |

Als Imperativ des Futurs werden folgende, auf der Grundlage des Präsens gebildete Formen bezeichnet:
| Imp. Fut.   | a-Stämme  | e-Stämme | Kons.-Stämme | ĭ-Stämme   | ī-Stämme   |
| ----------- | --------- | -------- | ------------ | ---------- | ---------- |
| 2. sg. act. | laudātō   | vidētō   | dīcitō       | iacitō     | invenītō   |
| 3. sg. act. | laudātō   | vidētō   | dīcitō       | iacitō     | invenītō   |
| 2. pl. act. | laudātōte | vidētōte | dīcitōte     | iacitōte   | invenītōte |
| 3. pl. act. | laudantō  | videntō  | dīcuntō      | iaciuntō   | inveniuntō |
| 2. sg. dep. | laetātor  | verētor  | ūtitor       | graditor   | potītor    |
| 3. sg. dep. | laetātor  | verētor  | ūtitor       | graditor   | potītor    |
| 2. pl. dep. | laetāminō | verēminō | ūtiminō      | gradiminō  | potīminō   |
| 3. pl. dep. | laetantor | verentor | ūtuntor      | gradiuntor | potiuntor  |

Das Morphem -tō, altlateinisch -tōd ist ursprünglich der Ablativ Singular zum Pronominalstamm to-, erhalten in den Adverbien tum ‹dann›, tam ‹so›, tot ‹so viel› etc., der dem einfachen Imperativ nachgestellt wurde: *deice tōd > dīcitō. Durch Anfügung der Endung -te wurde dann eine entsprechende Pluralform dīcitōte gebildet; nach dem Muster 3. sg. Ind. Pr. dīcit – Imp. Fut. dīcitō entstanden zum 3. pl. dīcunt Imperativformen wie dīcuntō. Die Deponentien bildeten ursprünglich die 2./3. sg. Imp. Fut. ebenfalls mit -tō(d), so ūtitō, ūtuntō, wurden aber schon seit altlateinischer Zeit durch angehängtes-r verdeutlicht; mit dem charakteristischen Auslaut -ō wird außerdem zur 2. pl. Ind. auf -minī wird ein Imp. auf -minō gebildet. Das Verb sciō ‹wissen› verwendet als 2. sg. Imp. nur scītō; einsilbiges scī ist erst im Mittelalter belegt. Altererbte Imperativform zum Perfekt meminī ‹sich erinnern, gedenken› ist mementō (≙ griech. μεμάτω).
Die Formen des Imperfekts aller fünf regelmäßigen Konjugationen sowie von sum ‹sein›:
| Ind. Impf.   | a-Stämme    | e-Stämme   | Kons.-Stämme | ĭ-Stämme    | ī-Stämme      | sum    |
| ------------ | ----------- | ---------- | ------------ | ----------- | ------------- | ------ |
| 1. sg. act.  | laudābam    | vidēbam    | dīcēbam      | iaciēbam    | inveniēbam    | eram   |
| 2. sg. act.  | laudābās    | vidēbās    | dīcēbās      | iaciēbās    | inveniēbās    | erās   |
| 3. sg. act.  | laudābat    | vidēbat    | dīcēbat      | iaciēbat    | inveniēbat    | erat   |
| 1. pl. act.  | laudābāmus  | vidēbāmus  | dīcēbāmus    | iaciēbāmus  | inveniēbāmus  | erāmus |
| 2. pl. act.  | laudābātis  | vidēbātis  | dīcēbātis    | iaciēbātis  | inveniēbātis  | erātis |
| 3. pl. act.  | laudābant   | vidēbant   | dīcēbant     | iaciēbant   | inveniēbant   | erant  |
| 1. sg. pass. | laudābar    | vidēbar    | dīcēbar      | iaciēbar    | inveniēbar    | —      |
| 2. sg. pass. | laudābāris  | vidēbāris  | dīcēbāris    | iaciēbāris  | inveniēbāris  | —      |
| 3. sg. pass. | laudābātur  | vidēbātur  | dīcēbātur    | iaciēbātur  | inveniēbātur  | —      |
| 1. pl. pass. | laudābāmur  | vidēbāmur  | dīcēbāmur    | iaciēbāmur  | inveniēbāmur  | —      |
| 2. pl. pass. | laudābāminī | vidēbāminī | dīcēbāminī   | iaciēbāminī | inveniēbāminī | —      |
| 3. pl. pass. | laudābantur | vidēbantur | dīcēbantur   | iaciēbantur | inveniēbantur | —      |

| Konj. Impf.  | a-Stämme    | e-Stämme   | Kons.-Stämme | ĭ-Stämme   | ī-Stämme     |
| ------------ | ----------- | ---------- | ------------ | ---------- | ------------ |
| 1. sg. act.  | laudārem    | vidērem    | dīcerem      | iacerem    | invenīrem    |
| 2. sg. act.  | laudārēs    | vidērēs    | dīcerēs      | iacerēs    | invenīrēs    |
| 3. sg. act.  | laudāret    | vidēret    | dīceret      | iaceret    | invenīret    |
| 1. pl. act.  | laudārēmus  | vidērēmus  | dīcerēmus    | iacerēmus  | invenīrēmus  |
| 2. pl. act.  | laudārētis  | vidērētis  | dīcerētis    | iacerētis  | invenīrētis  |
| 3. pl. act.  | laudārent   | vidērent   | dīcerent     | iacerent   | invenīrent   |
| 1. sg. pass. | laudārer    | vidērer    | dīcerer      | iacerer    | invenīrer    |
| 2. sg. pass. | laudārēris  | vidērēris  | dīcerēris    | iacerēris  | invenīreris  |
| 3. sg. pass. | laudārētur  | vidērētur  | dīcerētur    | iacerētur  | invenīrētur  |
| 1. pl. pass. | laudārēmur  | vidērēmur  | dīcerēmur    | iacerēmur  | invenīrēmur  |
| 2. pl. pass. | laudārēminī | vidērēminī | dīcerēminī   | iacerēminī | invenīrēminī |
| 3. pl. pass. | laudārentur | vidērentur | dīcerentur   | iacerentur | invenīrentur |

### Irreguläre Verben
Die Formen des Verbs sum ‹sein› (sowohl Verbum existentiae als Hilfsverb) und posse ‹vermögen, können› (aus potis sum zusammengezogen):
| esse        | Ind. Präs. | Konj. Präs | Imp. Präs. | Ind. Fut. | Imp. Fut. | Ind. Impf. | Konj. Impf. |
| ----------- | ---------- | ---------- | ---------- | --------- | --------- | ---------- | ----------- |
| 1. sg. act. | sum        | sim        | —          | erō       | —         | eram       | essem       |
| 2. sg. act. | es         | sīs        | es         | eris      | estō      | erās       | essēs       |
| 3. sg. act. | est        | sit        | —          | erit      | estō      | erat       | esset       |
| 1. pl. act. | sumus      | sīmus      | —          | erimus    | —         | erāmus     | essēmus     |
| 2. pl. act. | estis      | sītis      | este       | eritis    | estōte    | erātis     | essētis     |
| 3. pl. act. | sunt       | sint       | —          | erunt     | suntō     | erant      | essent      |

| posse       | Ind. Präs. | Konj. Präs | Imp. Präs. | Ind. Fut. | Imp. Fut. | Ind. Impf. | Konj. Impf. |
| ----------- | ---------- | ---------- | ---------- | --------- | --------- | ---------- | ----------- |
| 1. sg. act. | possum     | possim     | —          | poterim   | —         | poteram    | possem      |
| 2. sg. act. | potes      | possīs     | potes      | poteris   | potestō   | poterās    | possēs      |
| 3. sg. act. | potest     | possit     | —          | poterit   | potestō   | poterat    | posset      |
| 1. pl. act. | possumus   | possīmus   | —          | poterimus | —         | poterāmus  | possēmus    |
| 2. pl. act. | potestis   | possītis   | poteste    | poteritis | potestōte | poterātis  | possētis    |
| 3. pl. act. | possunt    | possint    | —          | poterunt  | possuntō  | poterant   | possent     |

Die Formen von eo ‹gehn› und queo ‹können› (Rückbildung aus nequit(ur) ‹kann nicht›, zusammengezogen aus neque it(ur) ‹geht nicht›):
| īre          | Ind. Präs. | Konj. Präs | Imp. Präs. | Ind. Fut. | Imp. Fut. | Ind. Impf. | Konj. Impf. |
| ------------ | ---------- | ---------- | ---------- | --------- | --------- | ---------- | ----------- |
| 1. sg. act.  | eō         | eam        | —          | ībō       | —         | ībam       | īrem        |
| 2. sg. act.  | īs         | eās        | ī          | ībis      | ītō       | ībās       | īrēs        |
| 3. sg. act.  | it         | eat        | —          | ībit      | ītō       | ībat       | īret        |
| 1. pl. act.  | īmus       | eāmus      | —          | ībimus    | —         | ībāmus     | īrēmus      |
| 2. pl. act.  | ītis       | eātis      | īte        | ībitis    | ītōte     | ībātis     | īrētis      |
| 3. pl. act.  | eunt       | eant       | —          | ībunt     | euntō     | ībant      | īrent       |
| 3. sg. pass. | ītur       | eātur      | —          | ībitur    | —         | ībātur     | īrētur      |

| quīre        | Ind. Präs. | Konj. Präs | Imp. Präs. | Ind. Fut. | Imp. Fut. | Ind. Impf. | Konj. Impf. |
| ------------ | ---------- | ---------- | ---------- | --------- | --------- | ---------- | ----------- |
| 1. sg. act.  | queō       | queam      | —          | quībō     | —         | quībam     | quīrem      |
| 2. sg. act.  | quīs       | queās      | —          | quībis    | —         | quībās     | quīrēs      |
| 3. sg. act.  | quit       | queat      | —          | quībit    | —         | quībat     | quīret      |
| 1. pl. act.  | quīmus     | queāmus    | —          | quībimus  | —         | quībāmus   | quīrēmus    |
| 2. pl. act.  | quītis     | queātis    | —          | quībitis  | —         | quībātis   | quīrētis    |
| 3. pl. act.  | queunt     | queant     | —          | quībunt   | —         | quībant    | quīrent     |
| 3. sg. pass. | quītur     | queātur    | —          | quībitur  | —         | quībātur   | quīrētur    |

Die Formen der Verben volō ‹wollen›, mālō ‹lieber wollen› (aus *magis volo zusammengezogen) und nōlō ‹nicht wollen› (aus *ne volo):
| velle       | Ind. Präs. | Konj. Präs | Imp. Präs. | Ind. Fut. | Imp. Fut. | Ind. Impf. | Konj. Impf. |
| ----------- | ---------- | ---------- | ---------- | --------- | --------- | ---------- | ----------- |
| 1. sg. act. | volō       | velim      | —          | volam     | —         | volēbam    | vellem      |
| 2. sg. act. | vīs        | velīs      | —          | volēs     | —         | volēbās    | vellēs      |
| 3. sg. act. | volt       | velit      | —          | volet     | —         | volēbat    | vellet      |
| 1. pl. act. | volumus    | velīmus    | —          | volēmus   | —         | volēbāmus  | vellēmus    |
| 2. pl. act. | voltis     | velītis    | —          | volētis   | —         | volēbātis  | vellētis    |
| 3. pl. act. | volunt     | velint     | —          | volent    | —         | volēbant   | vellent     |

| mālle       | Ind. Präs. | Konj. Präs | Imp. Präs. | Ind. Fut. | Imp. Fut. | Ind. Impf. | Konj. Impf. |
| ----------- | ---------- | ---------- | ---------- | --------- | --------- | ---------- | ----------- |
| 1. sg. act. | mālō       | mālim      | —          | mālam     | —         | mālēbam    | māllem      |
| 2. sg. act. | māvīs      | mālīs      | —          | mālēs     | —         | mālēbās    | māllēs      |
| 3. sg. act. | māvolt     | mālit      | —          | mālet     | —         | mālēbat    | māllet      |
| 1. pl. act. | mālumus    | mālīmus    | —          | mālēmus   | —         | mālēbāmus  | māllēmus    |
| 2. pl. act. | māvoltis   | mālītis    | —          | mālētis   | —         | mālēbātis  | māllētis    |
| 3. pl. act. | mālunt     | mālint     | —          | mālent    | —         | mālēbant   | māllent     |

| nōlle       | Ind. Präs. | Konj. Präs | Imp. Präs. | Ind. Fut. | Imp. Fut. | Ind. Impf. | Konj. Impf. |
| ----------- | ---------- | ---------- | ---------- | --------- | --------- | ---------- | ----------- |
| 1. sg. act. | nōlō       | nōlim      | —          | nōlam     | —         | nōlēbam    | nōllem      |
| 2. sg. act. | nōn vīs    | nōlīs      | nōlī       | nōlēs     | nōlītō    | nōlēbās    | nōllēs      |
| 3. sg. act. | nōn volt   | nōlit      | —          | nōlet     | nōlītō    | nōlēbat    | nōllet      |
| 1. pl. act. | nōlumus    | nōlīmus    | —          | nōlēmus   | —         | nōlēbāmus  | nōllēmus    |
| 2. pl. act. | nōn voltis | nōlītis    | nōlīte     | nōlētis   | nōlītōte  | nōlēbātis  | nōllētis    |
| 3. pl. act. | nōlunt     | nōlint     | —          | nōlent    | nōluntō   | nōlēbant   | nōllent     |

Die Formen von dare ‹geben› haben im Gegensatz zu den a-Stämmen (außer in den Formen dās und dā) durchgängig kurzes a:
| dare         | Ind. Präs. | Konj. Präs | Imp. Präs. | Ind. Fut | Imp. Fut. | Ind. Impf. | Konj. Impf. |
| ------------ | ---------- | ---------- | ---------- | -------- | --------- | ---------- | ----------- |
| 1. sg. act.  | dō         | dem        | —          | dabō     | —         | dabam      | darem       |
| 2. sg. act.  | dās        | dēs        | dā         | dabis    | datō      | dabās      | darēs       |
| 3. sg. act.  | dat        | det        | —          | dabit    | datō      | dabat      | daret       |
| 1. pl. act.  | damus      | dēmus      | —          | dabimus  | —         | dabāmus    | darēmus     |
| 2. pl. act.  | datis      | dētis      | date       | dabitis  | datōte    | dabātis    | darētis     |
| 3. pl. act.  | dant       | dent       | —          | dabunt   | dantō     | dabant     | darent      |
| 1. sg. pass. | dor        | der        | —          | dabor    | —         | dabar      | darer       |
| 2. sg. pass. | daris      | dēris      | dare       | daberis  | —         | dabāris    | darēris     |
| 3. sg. pass. | datur      | dētur      | —          | dabitur  | —         | dabātur    | darētur     |
| 1. pl. pass. | damur      | dēmur      | —          | dabimur  | —         | dabāmur    | darēmur     |
| 2. pl. pass. | daminī     | dēminī     | daminī     | dabiminī | —         | dabāminī   | darēminī    |
| 3. pl. pass. | dantur     | dentur     | —          | dabuntur | —         | dabantur   | darentur    |

Die Formen von edo ‹essen›:
| ēsse         | Ind. Präs. | Konj. Präs | Imp. Präs. | Ind. Fut. | Imp. Fut. | Ind. Impf. | Konj. Impf. |
| ------------ | ---------- | ---------- | ---------- | --------- | --------- | ---------- | ----------- |
| 1. sg. act.  | edō        | edim       | —          | edam      | —         | edēbam     | ēssem       |
| 2. sg. act.  | ēs         | edīs       | ēs         | edēs      | ēstō      | edēbās     | ēssēs       |
| 3. sg. act.  | ēst        | edit       | —          | edet      | ēstō      | edēbat     | ēsset       |
| 1. pl. act.  | edimus     | edīmus     | —          | edēmus    | —         | edēbāmus   | ēssēmus     |
| 2. pl. act.  | ēstis      | edītis     | ēste       | edētis    | ēstōte    | edēbātis   | ēssētis     |
| 3. pl. act.  | edunt      | edint      | —          | edent     | eduntō    | edēbant    | ēssent      |
| 3. sg. pass. | ēstur      | editur     | —          | edētur    | —         | edēbātur   | ēssētur     |

Die Formen von fero ‹tragen›:
| ferre        | Ind. Präs. | Konj. Präs | Imp. Präs. | Ind. Fut. | Imp. Fut. | Ind. Impf. | Konj. Impf. |
| ------------ | ---------- | ---------- | ---------- | --------- | --------- | ---------- | ----------- |
| 1. sg. act.  | ferō       | feram      | —          | feram     | —         | ferēbam    | ferrem      |
| 2. sg. act.  | fers       | ferās      | fer        | ferēs     | fertō     | ferēbās    | ferrēs      |
| 3. sg. act.  | fert       | ferat      | —          | feret     | fertō     | ferēbat    | ferret      |
| 1. pl. act.  | ferimus    | ferāmus    | —          | ferēmus   | —         | ferēbāmus  | ferrēmus    |
| 2. pl. act.  | fertis     | ferātis    | ferte      | ferētis   | fertōte   | ferēbātis  | ferrētis    |
| 3. pl. act.  | ferunt     | ferant     | —          | ferent    | feruntō   | ferēbant   | ferrent     |
| 1. sg. pass. | feror      | ferar      | —          | feror     | —         | ferēbar    | ferrer      |
| 2. sg. pass. | ferris     | ferāris    | ferre      | ferēris   | —         | ferēbāris  | ferrēris    |
| 3. sg. pass. | fertur     | ferātur    | —          | ferētur   | —         | ferēbātur  | ferrētur    |
| 1. pl. pass. | ferimur    | ferāmur    | —          | ferēmur   | —         | ferēbāmur  | ferrēmur    |
| 2. pl. pass. | feriminī   | ferāminī   | ferēminī   | ferēiminī | —         | ferēbāminī | ferrēminī   |
| 3. pl. pass. | feruntur   | ferantur   | —          | ferentur  | —         | ferēbantur | ferrentur   |

Die Formen von fīō ‹werden›:
| fīerī        | Ind. Präs. | Konj. Präs | Imp. Präs. | Ind. Fut. | Imp. Fut. | Ind. Impf. | Konj. Impf. |
| ------------ | ---------- | ---------- | ---------- | --------- | --------- | ---------- | ----------- |
| 1. sg. act.  | fīō        | fiam       | —          | fiam      | —         | fiēbam     | fierem      |
| 2. sg. act.  | fīs        | fiās       | fī         | fiēs      | fītō      | fiēbās     | fierēs      |
| 3. sg. act.  | fit        | fiat       | —          | fiet      | fītō      | fiēbat     | fieret      |
| 1. pl. act.  | fīmus      | fiāmus     | —          | fiēmus    | —         | fiēbāmus   | fierēmus    |
| 2. pl. act.  | fītis      | fiātis     | fīte       | fiētis    | fītōte    | fiēbātis   | fierētis    |
| 3. pl. act.  | fīunt      | fiant      | —          | fient     | fīuntō    | fiēbant    | fierent     |
| 3. sg. pass. | fītur      | fiātur     | —          | fiētur    | —         | fiēbātur   | fierētur    |
| 3. pl. pass. | fīuntur    | fiantur    | —          | fientur   | —         | fiēbantur  | fierentur   |

## Perfektsystem
Die synthetischen Perfektformen am Beispiel der Verben no ‹schwimmen›, taceo ‹schweigen›, dico ‹sagen›, facio ‹machen›, venio ‹kommen›, do ‹geben› und sto ‹stehn›:
| Ind. Perf.  | v-Suffix | u-Suffix  | s-Suffix | Ablaut   | Dehnung  | Reduplikation | unregelm. |
| ----------- | -------- | --------- | -------- | -------- | -------- | ------------- | --------- |
| 1. sg. act. | nāvī     | tacuī     | dīxi     | fēcī     | vēnī     | dedī          | stetī     |
| 2. sg. act. | nāvistī  | tacuistī  | dīxistī  | fēcistī  | vēnistī  | dedistī       | stetistī  |
| 3. sg. act. | nāvit    | tacuit    | dīxit    | fēcit    | vēnit    | dedit         | stetit    |
| 1. pl. act. | nāvimus  | tacuimus  | dīximus  | fēcimus  | vēnimus  | dedimus       | stetimus  |
| 2. pl. act. | nāvistis | tacuistis | dīxistis | fēcistis | vēnistis | dedistis      | stetistis |
| 3. pl. act. | nāvērunt | tacuērunt | dīxērunt | fēcērunt | vēnērunt | dedērunt      | stetērunt |

| Konj. Perf. | v-Suffix  | u-Suffix   | s-Suffix  | Ablaut    | Dehnung   | Reduplikation | unregelm.  |
| ----------- | --------- | ---------- | --------- | --------- | --------- | ------------- | ---------- |
| 1. sg. act. | nāverim   | tacuerim   | dīxerim   | fēcerim   | vēnerim   | dederim       | steterim   |
| 2. sg. act. | nāveris   | tacueris   | dīxeris   | fēceris   | vēneris   | dederis       | steteris   |
| 3. sg. act. | nāverit   | tacuerit   | dīxerit   | fēcerit   | vēnerit   | dederit       | steterit   |
| 1. pl. act. | nāverimus | tacuerimus | dīxerimus | fēcerimus | vēnerimus | dederimus     | steterimus |
| 2. pl. act. | nāveritis | tacueritis | dīxeritis | fēceritis | vēneritis | dederitis     | steteritis |
| 3. pl. act. | nāverint  | tacuerint  | dīxerint  | fēcerint  | vēnerint  | dederint      | steterint  |

Das Futurum exactum unterscheidet sich vom Konjunktiv des Perfekts in klassischer und meist auch schon in altlateinischer Zeit nur noch in der 1. Person des Singulars, die übrigen Formen sind infolge durchgehender Kürzung des ursprünglich langen ī vor der Endung zusammengefallen:
| Fut. exact. | v-Suffix  | u-Suffix   | s-Suffix  | Ablaut    | Dehnung   | Reduplikation | unregelm.  |
| ----------- | --------- | ---------- | --------- | --------- | --------- | ------------- | ---------- |
| 1. sg. act. | nāverō    | tacuerō    | dīxerō    | fēcerō    | vēnerō    | dederō        | steterō    |
| 2. sg. act. | nāveris   | tacueris   | dīxeris   | fēceris   | vēneris   | dederis       | steteris   |
| 3. sg. act. | nāverit   | tacuerit   | dīxerit   | fēcerit   | vēnerit   | dederit       | steterit   |
| 1. pl. act. | nāverimus | tacuerimus | dīxerimus | fēcerimus | vēnerimus | dederimus     | steterimus |
| 2. pl. act. | nāveritis | tacueritis | dīxeritis | fēceritis | vēneritis | dederitis     | steteritis |
| 3. pl. act. | nāverint  | tacuerint  | dīxerint  | fēcerint  | vēnerint  | dederint      | steterint  |

Die synthetischen Formen des Plusquamperfekts am Beispiel der Verben no ‹schwimmen›, taceo ‹schweigen›, dico ‹sagen›, facio ‹machen›, venio ‹kommen›, do ‹geben› und stare ‹stehn›:
| Ind. Plqpf. | v-Suffix  | u-Suffix   | s-Suffix  | Ablaut    | Dehnung   | Reduplikation | unregelm.  |
| ----------- | --------- | ---------- | --------- | --------- | --------- | ------------- | ---------- |
| 1. sg. act. | nāveram   | tacueram   | dīxeram   | fēceram   | vēneram   | dederam       | steteram   |
| 2. sg. act. | nāverās   | tacuerās   | dīxerās   | fēcerās   | vēnerās   | dederās       | steterās   |
| 3. sg. act. | nāverat   | tacuerat   | dīxerat   | fēcerat   | vēnerat   | dederat       | steterat   |
| 1. pl. act. | nāverāmus | tacuerāmus | dīxerāmus | fēcerāmus | vēnerāmus | dederāmus     | steterāmus |
| 2. pl. act. | nāverātis | tacuerātis | dīxerātis | fēcerātis | vēnerātis | dederātis     | steterātis |
| 3. pl. act. | nāverant  | tacuerant  | dīxerant  | fēcerant  | vēnerant  | dederant      | steterant  |

| Konj. Plqpf. | v-Suffix   | u-Suffix    | s-Suffix   | Ablaut     | Dehnung    | Reduplikation | unregelm.   |
| ------------ | ---------- | ----------- | ---------- | ---------- | ---------- | ------------- | ----------- |
| 1. sg. act.  | nāvissem   | tacuissem   | dīxissem   | fēcissem   | vēnissem   | dedissem      | stetissem   |
| 2. sg. act.  | nāvissēs   | tacuissēs   | dīxissēs   | fēcissēs   | vēnissēs   | dedissēs      | stetissēs   |
| 3. sg. act.  | nāvisset   | tacuisset   | dīxisset   | fēcisset   | vēnisset   | dedisset      | stetisset   |
| 1. pl. act.  | nāvissēmus | tacuissēmus | dīxissēmus | fēcissēmus | vēnissēmus | dedissēmus    | stetissēmus |
| 2. pl. act.  | nāvissētis | tacuissētis | dīxissētis | fēcissētis | vēnissētis | dedissētis    | stetissētis |
| 3. pl. act.  | nāvissent  | tacuissent  | dīxissent  | fēcissent  | vēnissent  | dedissent     | stetissent  |

Die Perfektformen des Passivs und der Deponentien werden mit dem Partizip Perfekt Passiv und den Formen Hilfsverb sum ‹sein› gebildet:
| ūtor        | Ind. Perf.         | Konj. Perf.        | Imp. Perf.        | Fut. ex.            | Ind. Plusq.         | Konj. Plusq.         |
| ----------- | ------------------ | ------------------ | ----------------- | ------------------- | ------------------- | -------------------- |
| 1. sg. act. | ūsus/ūsa/ūsum sum  | ūsus, -a, -um sim  | —                 | ūsus, -a, -um erim  | ūsus, -a, -um eram  | ūsus, -a, -um essem  |
| 2. sg. act. | ūsus/ūsa/ūsum es   | ūsus, -a, -um sīs  | ūsus, -a, -um es  | ūsus, -a, -um eris  | ūsus, -a, -um erās  | ūsus, -a, -um essēs  |
| 3. sg. act. | ūsus/ūsa/ūsum est  | ūsus, -a, -um sit  | —                 | ūsus, -a, -um erit  | ūsus, -a, -um erat  | ūsus, -a, -um esset  |
| 1. pl. act. | ūsī/ūsae/ūsa sumus | ūsī, -ae, -a sīmus | —                 | ūsī, -ae, -a erimus | ūsī, -ae, -a erāmus | ūsī, -ae, -a essēmus |
| 2. pl. act. | ūsī/ūsae/ūsa estis | ūsī, -ae, -a sītis | ūsī, -ae, -a este | ūsī, -ae, -a eritis | ūsī, -ae, -a erātis | ūsī, -ae, -a essētis |
| 3. pl. act. | ūsī/ūsae/ūsa sunt  | ūsī, -ae, -a sint  | —                 | ūsī, -ae, -a erunt  | ūsī, -ae, -a erant  | ūsī, -ae, -a essent  |